# Раков, Григорий Петрович
Григорий Петрович Раков (1896—1959) — советский хозяйственный, государственный и политический деятель.

## Биография
Родился в 1896 году. Член ВКП(б) с 1919 года.
С 1932 года — на хозяйственной, общественной и политической работе. В 1932—1950 гг. — начальник Политического отдела Шацкой машинно-тракторной станции, 2-й секретарь Московского областного комитета ВКП(б), и. о. 1-го секретаря Оренбургского областного комитета ВКП(б), директор 1-й машинно-тракторной станции Волоколамского района, начальник Сектора объединения «Главсахар», начальник Отдела кадров объединения «Главрафинад» Народного комиссариата пищевой промышленности СССР, управляющий трестом «Главтабак», заведующий Сектором партийных кадров Северо-Казахстанского областного комитета КП(б) Казахстана, управляющий трестом «Казтабаксырьё».
Избирался депутатом Верховного Совета СССР 1-го созыва.
Умер в Петропавловске в 1959 году.